# 霊歌
霊歌（れいか、スピリチュアルズ、英: Spirituals）は日本語では黒人霊歌（こくじんれいか）とも呼ばれ、アメリカ合衆国で誕生した宗教的な民謡 (英: folksong) の一つであり、奴隷状態に置かれていた南部のアフリカ系アメリカ人（黒人）の共同体の中から誕生した固有の宗教歌で、通常作者は不明である。これらの歌は18世紀後半の数十年間から1860年代に制度的奴隷制が廃止されるまでの間に黒人の共同体の中で育まれ、アメリカ民謡の最も幅広い重要な音楽形態の一つに発展した音楽。

## 概要・由来

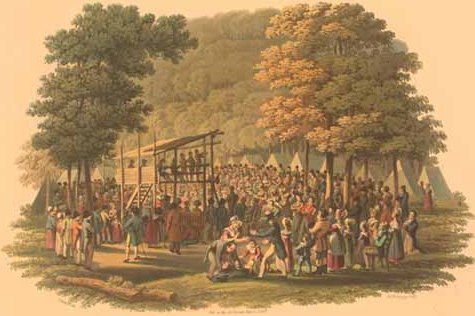
メソジストの野外礼拝（1819年）

黒人霊歌はゴスペルよりも歴史が古く、そのルーツはアメリカの奴隷制時代にある。そこでは、奴隷としてアメリカ大陸に連れてこられたアフリカの人々の宗教的音楽的伝統が、強要されたアメリカ南部の福音主義的キリスト教の文化と接触することによって、新たな独自のアフリカ系アメリカ人の音楽伝統の基層が形成されることとなった。南部プランテーション農場の黒人奴隷の共同体において、チャンツや手拍子を伴いシャッフルというステップを踏みながらの円形のダンス「リングシャウト」、即興で歌うリーダーとそれに呼応するコーラスが相互に歌われるというコール・アンド・レスポンスも 、奴隷による野外礼拝の様式となった。18世紀後半から19世紀初頭の第二次大覚醒の興隆で、奴隷の間でさらに宗教歌を伴ったリバイバルの集会は一般的なものとなった。
スピリチュアル（霊的）という語は、新約聖書の「エフェソの信徒への手紙」（エペソ人への手紙5章19節）、「コロサイの信徒への手紙」（コロサイ人への手紙3章16節）にある「霊の歌」 (spiritual song) に由来する。
有名なスピリチュアルには、アメリカ先住民チョクトーの解放奴隷であったウォレス・ウィリスの『揺れよほろ馬車 (Swing Low, Sweet Chariot) 』や『スティール・アウェイ (Steal Away) 』、また奴隷として生まれ、初の黒人作曲家の一人となったハリー・バーレイの『行け、モーゼ (Go Down Moses) 』や『深い河 (Deep River) 』など、豊かな黒人霊歌のストックをベースに数多くの名曲が誕生し、西洋のクラシック音楽や白人の民謡にも影響を与えた。

## 詳細
W・E・B・デュボイスが記すように、アフリカ系アメリカ人の伝統は音楽の要素を抜きに語ることができないものであったが、奴隷所有者たちは奴隷の共同体の自主的な活動を警戒し、アフリカの言葉の使用を禁じ、集会を禁じ、ドラムの使用を禁じた。また、人々を解放せよと旧約聖書の「出エジプト」を歌う『行け、モーゼ (Go Down Moses) 』に至っては、そのあまりに明確なメッセージ性のため、その歌を歌うことを禁じる奴隷所有者もいたという。1869年の記録によると、逃亡奴隷を支援する組織「地下鉄道」の「車掌」で、「黒人のモーゼ」とよばれたハリエット・タブマンは、この歌をメリーランドからの「逃亡の合図」として使ったと記されている。また、タブマンと同様、19世紀の奴隷制度廃止論者で元奴隷だったフレデリック・ダグラスは、1855年の著作の中で、過酷な奴隷時代に霊歌を歌うことは、宗教上の意味を超えた、もう一つの意味があったことを記している。
厳しい宗教弾圧のもとで黙示文学が発達したように、自由な表現が厳しく制限された奴隷制下にあったアフリカ系アメリカ人の口承伝統においては、リファレンシャルな言語が発達する。20世紀初頭に発展するゴスペル・ミュージックが新約聖書の福音に重点を置きがちであるのとは明らかに異なり、黒人霊歌は旧約聖書あるいは終末論的なテーマを扱うことが多いのはそのためであると考えられる。
例えば『スティール・アウェイ (Steal Away) 』における「盗み足で去る」という表現は、宗教的な意味においては、死んで天国にそっと行くことを意味するが、ダグラスのいう「天国に向かうこと」以上の意味でいうならば、奴隷所有者の家財としての自分の存在を「こっそりと盗んで」自由の地に去って行くことを意味する。天国に行くことは、死を意味するのではなく、地上の束縛から解き放たれるという意味において、奴隷制からの解放を意味する。こうした黒人霊歌の歌詞のダブル・ミーニング (二重の意味) に注目して黒人霊歌を理解しようとする試みもヴァナキュラー文化研究の一環として出てきている。

## 公民権運動と黒人霊歌
黒人霊歌に込められた解放のテーマは、1960年代の公民権運動のアンセムとして再び重要な役割を果たした。『アイズ・オン・ザ・プライズ (Eyes On The Prize) 』や『ああ、自由 (Oh, Freedom!) 』など、当時の「フリーダムソング (freedom song) 」の多くは、古い霊歌からアレンジされたものであり、またワシントン大行進、セルマの行進 (Selma March) 、キング牧師の葬儀など、マハリア・ジャクソンらの歌う黒人霊歌は公民権運動の絆をより強固なものにした。

## 黒人霊歌と白人霊歌

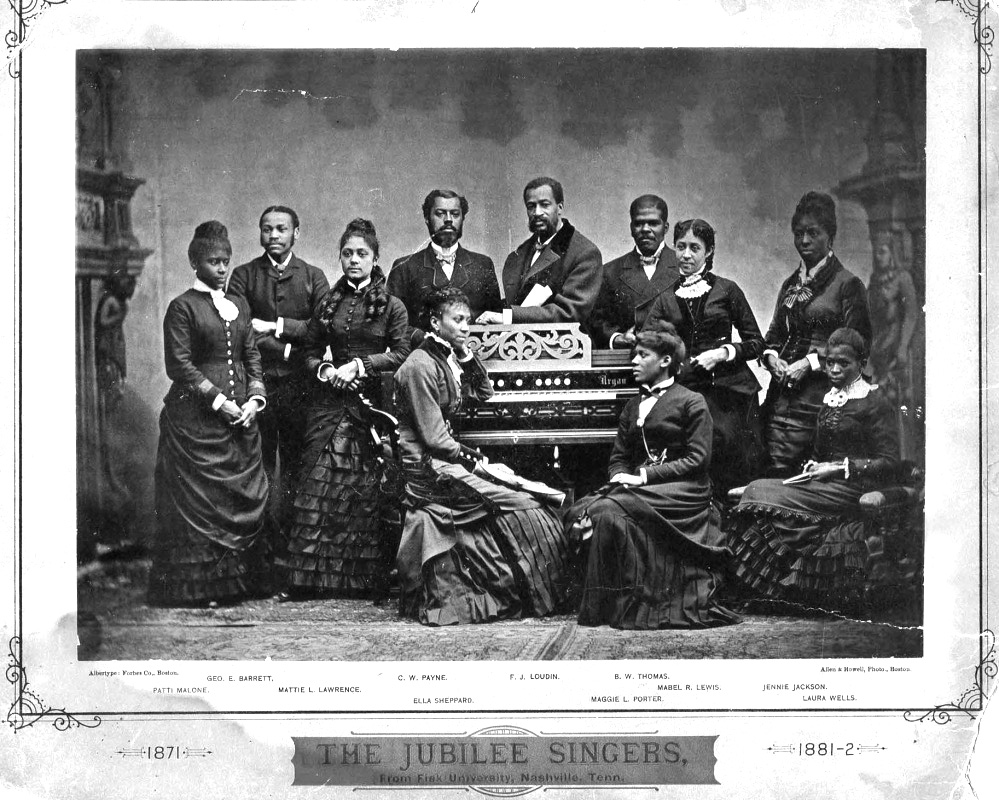
フィスク・ジュビリー・シンガーズ（1882年）

現在のように「スピリチュアル (spiritual) 」が、黒人霊歌を指すようになったのは、明確には分からないが南北戦争後のことであり、それまではアンセム、賛美歌 (hymn) 、霊の歌 (spiritual song) 、ジュビリー・ソング (jubilee song) 、奴隷の歌 (slave song) 、奴隷小屋とプランテーションの歌 (cabin and plantation song) 、ゴスペル、プランテーション讃美歌 (plantation hymn) など様々に呼ばれた。
1867年にウィリアム・フランシス・アレンがチャールズ・ピカード・ウェア、ルーシー・マキム・ギャリソンとともに『合衆国の奴隷の歌』 “Slave Songs of the United States” （136曲）を初めて編纂した。また、トーマス・ウェントワース・ヒギンソンは、『アトランティック・マンスリー』誌に「黒人霊歌 (Negro Spirituals) 」という記事を掲載している。1960年代には、黒人霊歌を指す言葉として、スピリチュアル (spiritual) が一般的になった。歌集の標題にスピリチュアル・ソング (spiritual song) ではなくスピリチュアルを用いた本は、ジョンソン兄弟の『アメリカ黒人霊歌集』（1925年）が最初といわれる。
黒人霊歌の起源は、アフリカ民謡を起源の一つとする説、白人の民間宗教歌が黒人に影響を与えて発生したという白人音楽起源論などが、激しい論争を繰り広げてきたが、アフリカとアメリカ南部白人文化両方の影響があると考えられている。
黒人霊歌はかつて「ニグロ・スピリチュアルズ (Negro Spirituals) 」と呼ばれていたが、黒人を指す「ニグロ (Negro) 」という言葉に差別的な意味を持つようになった現在では、単に「スピリチュアルズ (Spirituals) 」あるいは「アフリカ系アメリカ人スピリチュルズ (African-American Spirituals) 」と呼ばれる。1930年代ごろにトーマス・A・ドーシーやブラインド・ウィリー・ジョンソンらが登場したことで、霊歌の時代から、ゴスペルの時代へと変わっていった。
「フィールドハラー・ミュージック (field holler music) 」は、‘Levee Camp Holler’ ミュージックとも呼ばれ、19世紀に創作された初期のアフリカ系アメリカ人音楽である。野外奉仕者たちはブルース、スピリチュアル、そして後にリズム・アンド・ブルースの基礎を築いた。綿花畑の農作業者、刑務所のチェーン・ギャング、鉄道労働者 (gandy dancers) 、テレビン油キャンプなどで働く分益小作人は、アフリカ系アメリカ人が多かった。

## 主なシンガーとグループ
- フィスク・ジュビリー・シンガーズ
- ポール・ロブスン
- マリアン・アンダースン
- ロジェー・ワーグナー合唱団
- バーバラ・ヘンドリックス

## 著名な霊歌
- 『ときには母のない子のように』 “Sometimes I Feel Like A Motherless Child”[16]
- 『誰も知らない私の悩み』 “Nobody Knows De Trouble I've Seen”[注 3][17]
- 『スティール・アウェイ』 “Steal Away”[18]
- 『もうすぐ終る』 “Soon Ah Will Be Done”[19]
- 『福音列車』 “Gospel Train”[20]
- 『同じ列車』 “Same Train”[21]
- 『浅瀬を渡ろう』 “Wade In The Water”[22]
- 『深い河』 “Deep River”
- 『揺れよほろ馬車』 “Swing Low, Sweet Chariot”
- 『行け、モーゼ』 “Go Down Moses”
- 『ジェリコの戦い』 “Joshua Fit The Battle Of Jericho”
- 『汝はそこに』 “Were You There”
- 『共にパンを分かち合おう』 “Let Us Break Bread Together”[23]
- 『鐘の音に』 “Tone Duh Bell Easy”
- 『主よ、私はクリスチャンでありたい』 “Lord, I Want To Be A Christian”
- 『もの皆は主のみ手に』 “He's Got The Whole World In His Hands”
- 『メアリー・ドント・ユー・ウィープ』 “Mary Don't You Weep”[24]
- 『漕げよマイケル』 “Michael Row the Boat Ashore”
- 『聖者の行進』 “When the Saints Go Marching In”
- 『ザット・オーフル・デイ・ウィル・シュアリー・カム』 “That Awful Day Will Surely Come”
- 「アメイジング・グレイス」 “Amazing Grace”[25]